# Ритц, Рафаэль
Рафаэль Ритц (нем. Raphael Ritz, фр. Raphaël Ritz; 17 января 1829, Бриг — 11 апреля 1894, Сьон) — швейцарский художник, живописец. Отец физика и математика Вальтера Ритца.

## Биография

### Семья и происхождение
Рафаэль Ритц родился вторым ребёнком из четырёх детей в семье художника Лоренца Джастина Ритца и его супруги Клары Жозефины, урождённой Кайзер.
Отец Рафаэля родился в городе Нидервальд, расположенном в кантоне Вале, и был выходцем из семейства получившем известность на юго-западе Швейцарии как «семья художников Ритц из Силкенгена». Эта семья прославилась тем, что на протяжении многих поколений её семейным ремеслом было оформление внутреннего убранства церквей, возводимых в регионе. Лоренц Жюстин был девятым из десяти детей в семье. Два его брата тоже были художниками: Франц Ритц — художник и позолотчик, и Антон Ритц — художник и скульптор. Лоренц Жюстин получил художественное образование сначала в художественной школе в Женеве, а затем в Мюнхенской академии и Академии Святой Анны в Вене. Лоренц Жюстин Ритц считается классическим художником назарейской школы. После возвращения в Швейцарию он стал весьма успешным религиозным художником и художником-портретистом XIX века в Вале, оставив после себя более 650 портретов.
Мать Рафаэля Клара Жозефина также была из художественной семьи, её братья художник Генрих Кайзер и скульптор Франц Кайзер.
В 1839 году семья переехала из Брига в Сьон, где отец Рафаэля преподавал в своей частной художественной школе. В 1842 году мать Рафаэля умерла, отец через пару лет женился на другой женщине. Старший брат Рафаэля — Вильгельм, также стал художником.

### Ранние годы
Первым учителем Рафаэля был его отец, затем он обучался в городе Штанс у своего дяди Генриха Кайзера. Родственники юного Рафаэля стремились приобщить его, прежде всего, к портретной живописи, но тот, вопреки их стараниям, проявлял наибольшую тягу к пейзажной живописи. Отец и дядя скептически оценивали перспективы Рафаэля, считая пейзажную живопись невостребованной. Родные не без оснований предполагали, что Рафаэль найдёт своё призвание в науке, поскольку юноша демонстрировал увлечённость и успехи в изучении естественных наук. В становлении Рафаэля, как художника важную роль сыграло судьбоносное знакомство с весомым художником из Штанса Паулем фон Дешванденом. Дешванден, преподававший Рафаэлю, не только помог ему выбрать жанровую живопись в качестве основного направления в творчестве, но и рекомендовал поступление в Дюссельдорфскую академию.

### Дюссельдорфский период
С 1853 по 1856 год Рафаэль обучался в Дюссельдорфской академии, где он был усерден в написании пейзажей и жанровых сцен. Наставниками Рафаэля Ритца были Карл Фердинанд Зон, Вильгельм Шадов, Теодор Хильдебрандт и в особенности Генрих Мюкке. Позже в 1856—1860 годах он оттачивал своё мастерство в дюссельдорфской мастерской жанрового художника Рудольфа Йордана, который помог в становлении многим выпускникам академии работавшим в жанровой живописи.
В этот период Рафаэль Ритц совершает частые поездки в Вале, где пишет пейзажи с натуры и жанровые сцены. В письме к своему отцу, датированным 1857 годом, Рафаэль делится с отцом — «Было бы прегрешением с моей стороны, если бы мой дом не стал предметом моего повествования. Только Альпам и людям, живущим в Альпах, принадлежит моя кисть». В последующем письме датированным тем же годом Рафаэль сообщает, что окончательно определился с тематическим уклоном и определяет его как «швейцарский идиллический пейзаж».
В 1860 году Рафаэль Ритц обзавёлся своей собственной мастерской в Дюссельдорфе. К нему приходит определённый успех, так в 1862 году картина «Маленькая Кавалерия» была приобретена для интерьеров прусского короля.

### Возвращение в Вале

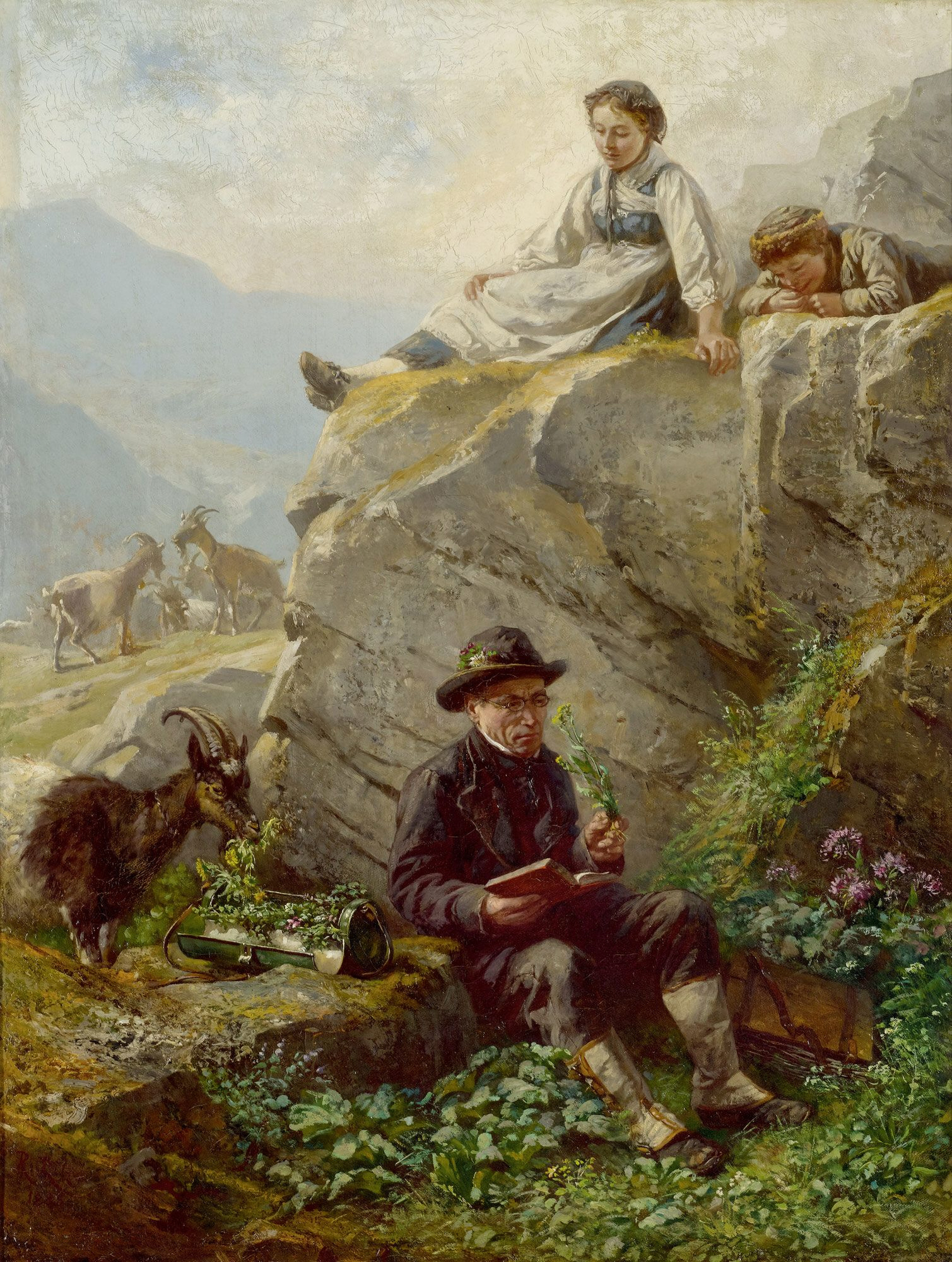
Ботаник, 1883

В 1863 году Рафаэль Ритц вынужден на длительный срок вернуться в Вале, чтобы помочь, постаревшему и заболевшему отцу с заказом на алтарные изображения. Последующие несколько лет Рафаэль живёт на два дома, а в дальнейшем окончательно возвращается в Вале.
В 1875 году Рафаэль женился на Каролине Нёрдлингер, она была дочерью немецкого инженера из Тюбингена. В этом браке родились пятеро детей. Сын Рафаэля — Вальтер Ритц, известен как видный швейцарский физик-теоретик и математик.
По возвращении в Вале, Рафаэль успешно занимается не только живописью, но и становится значимой персоной в общественно-культурной жизни региона. Он участвует в создании кантонального музея и участвует в работе по сохранению и реставрации культурных памятников в кантоне Вале и регионе Романдия. В эти годы он опубликовал несколько исследовательских работ в области ботаники, геологии, минералогии, краеведения и фольклора, посвящённые родному краю.

## Творчество

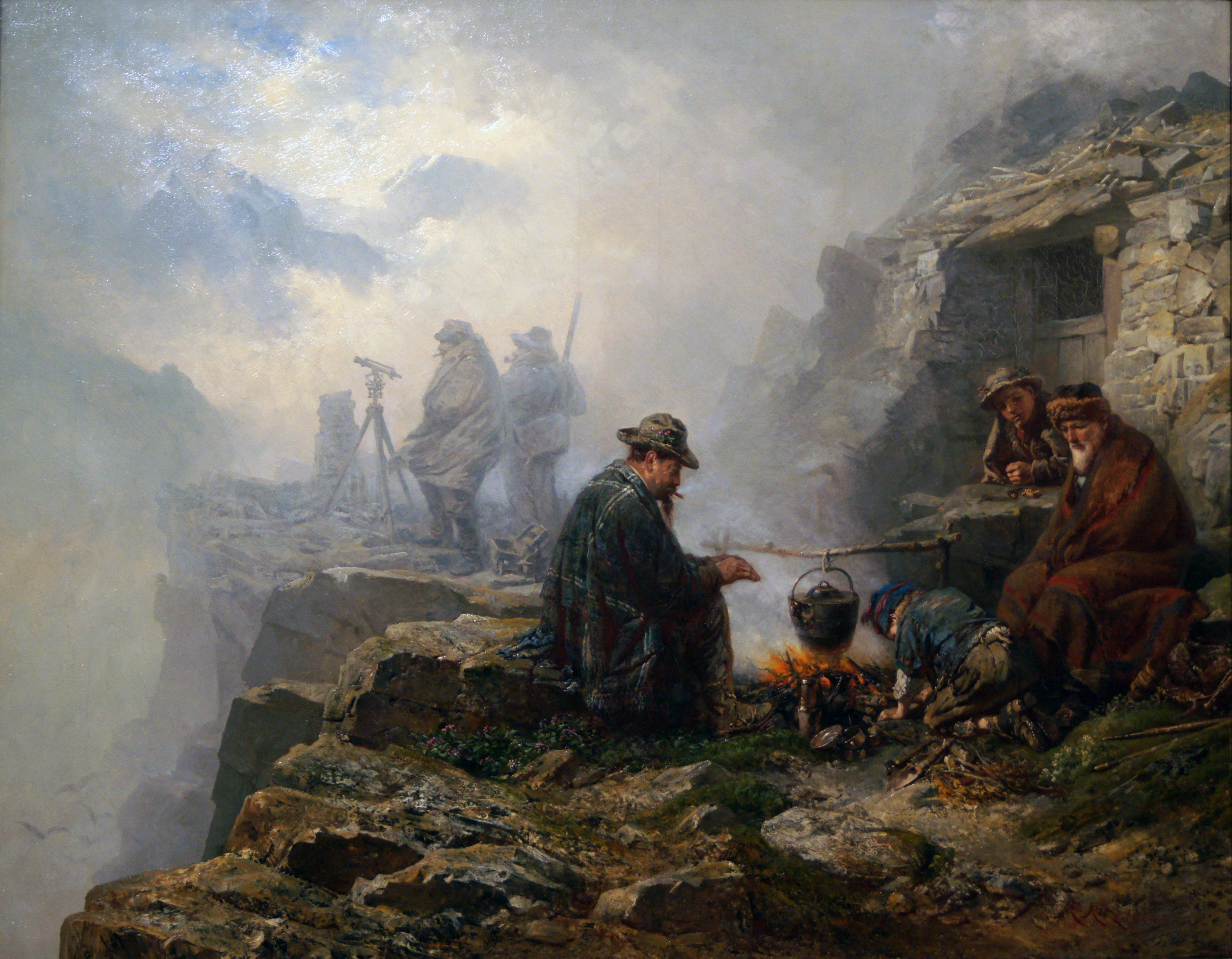
Инженеры в горах, 1881

Дюссельдорфский период Ритца менее известен и плодотворный, чем период жизни в Вале. Из-за своей приверженности к региону Ритц получил среди современников прозвище «Альпийский Рафаэль» (нем. Alpen-Raphael).
Картины Ритца посвящены повседневной жизни в Альпах, в частности религиозности местных жителей. Одна из наиболее известных картин Ритца на религиозную тему «Паломничество в Лонгборнь» находится в Музее искусств Сьона, картина посвящена Скиту Лонгборнь исторической достопримечательности кантона Вале. На переднем плане изображена пожилая женщина в чёрных одеждах, склонившая голову с печальным видом. На другой картине Ритца из Музея искусств Сьона «Накануне праздника» (другое название «Два возраста» нем. «Die zwei Lebensalter»), также изображена пожилая женщина в чёрных одеждах, но на этот раз она встретилась взглядами с девочкой несущей на голове переполненную корзину с рододендрами как символом полноты жизни. В противовес у пожилой женщины своя ноша — пучок хвороста, малая необходимость, а не излишество. Пожилая женщина присела с краю, уступая дорогу детям несущим срубленные молодые еловые деревья для украшения перед праздником.
Изображать детально проработанный персонаж в разных ситуациях стало определённой чертой в творчестве Ритца. Помимо, пожилой женщины в чёрных одеждах, другим таким персонажем стал приезжий ботаник, попадающий в курьёзные ситуации на трёх картинах художника. Ещё одна характерная черта в творчестве Рафаэля Рица картины с туристами и учёными, в частности на картине «Инженеры в горах», принадлежащей Альпийскому музею изображены инженеры с теодолитом. Инженеры с геодезическим инструментом также изображены на одной из двух картин выполненных Ритцем для зала заседаний городской управы Сьона в 1888 году, и иллюстрирующих инженерные работы по изменению русла Роны, проведённые в Вале в 1860-е годы. На картине «Минералог» изображен немецкий геолог и менералог Герхард фон Рат, во время его пребывания в Вале.

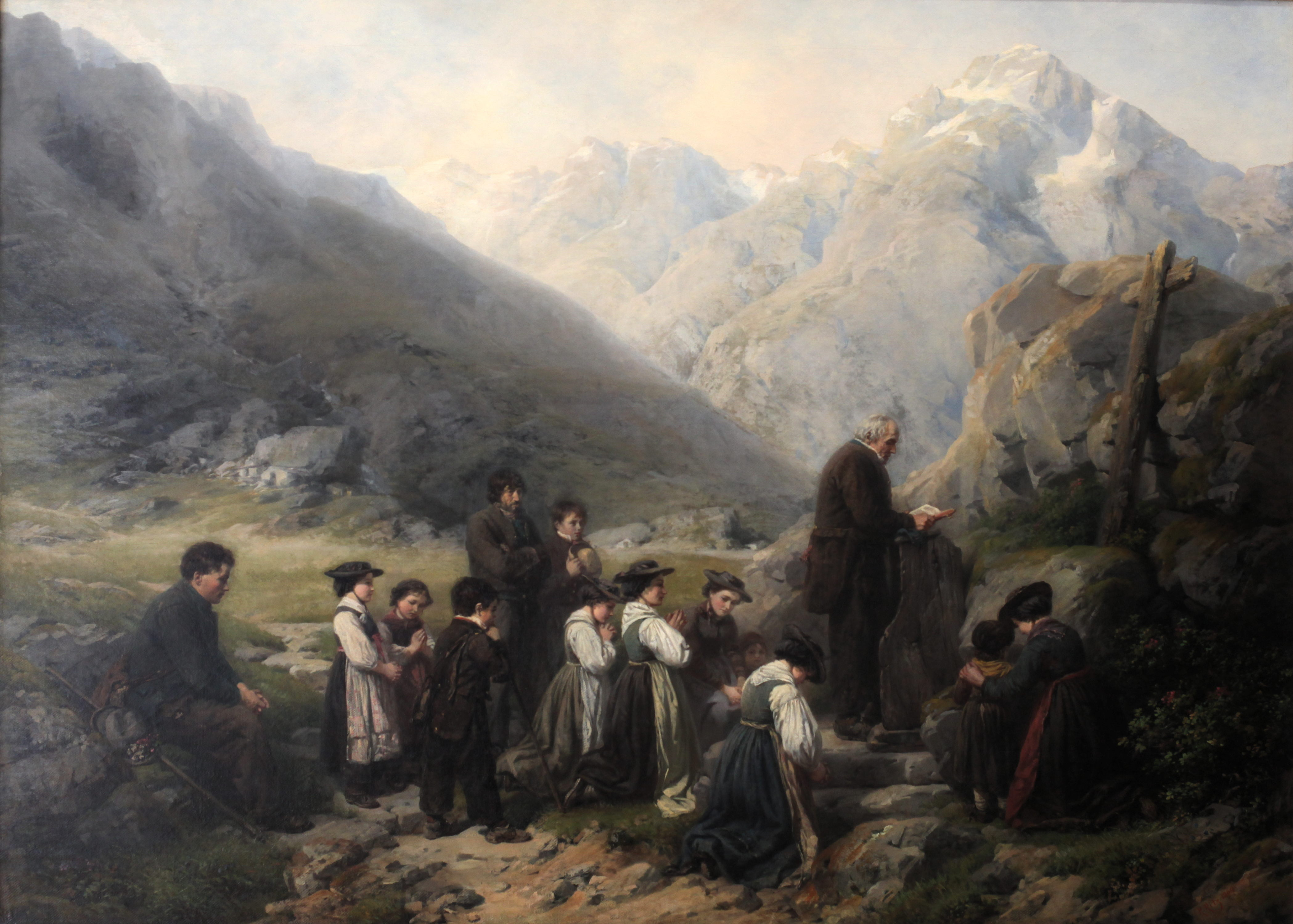
Воскрессная молитва в Санече, 1869
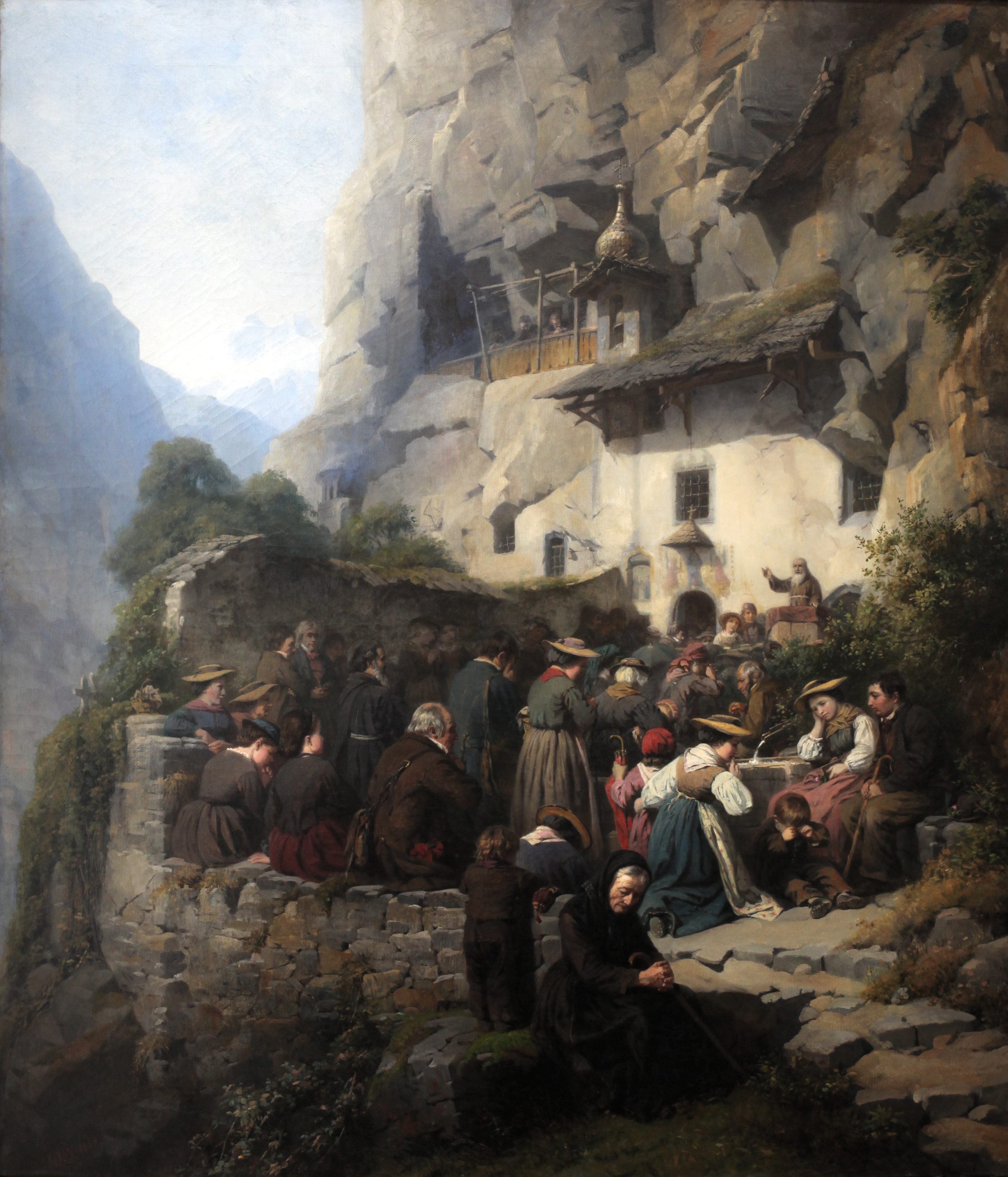
Паломничество в Лонгборнь, 1869
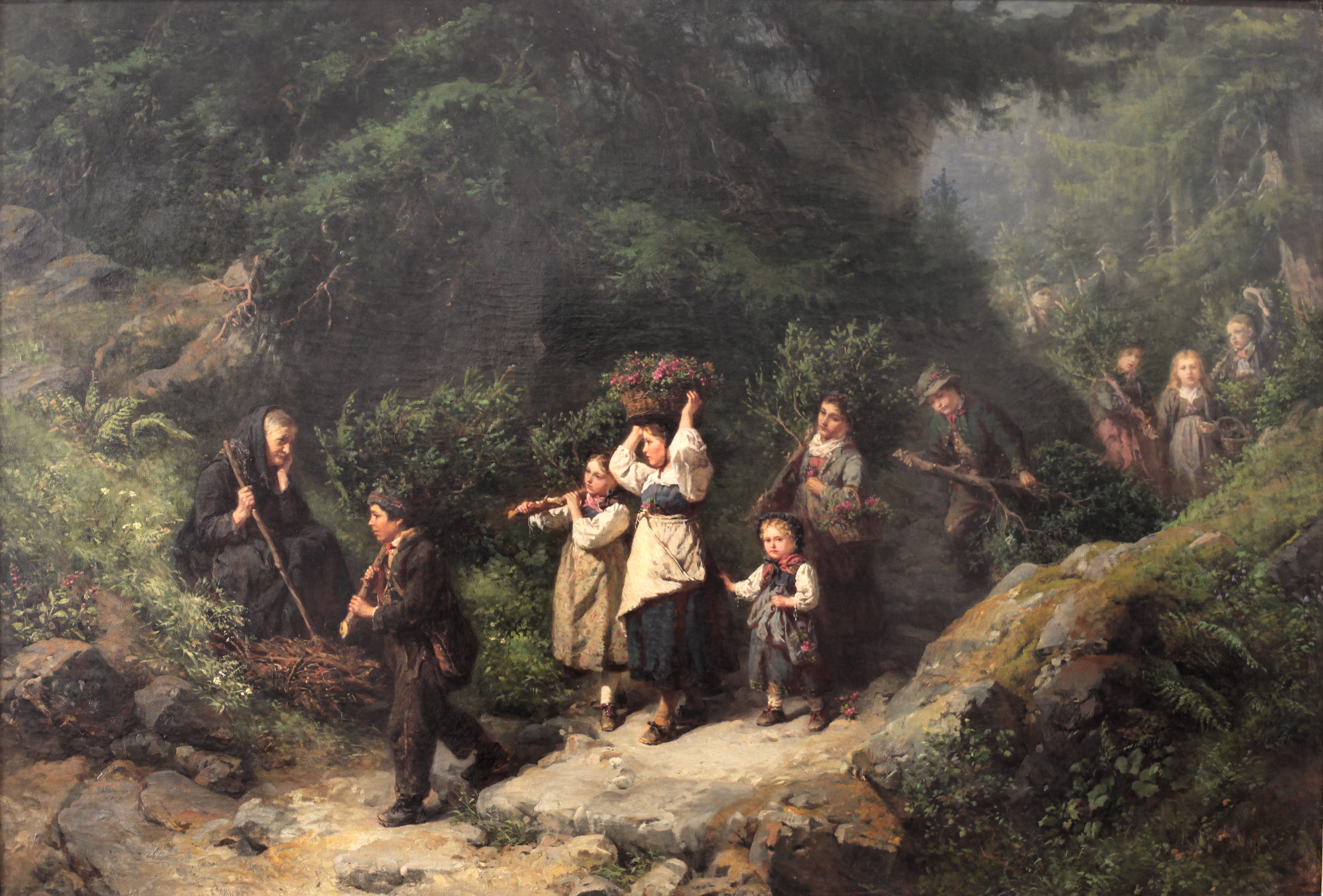
Накануне праздника, 1873
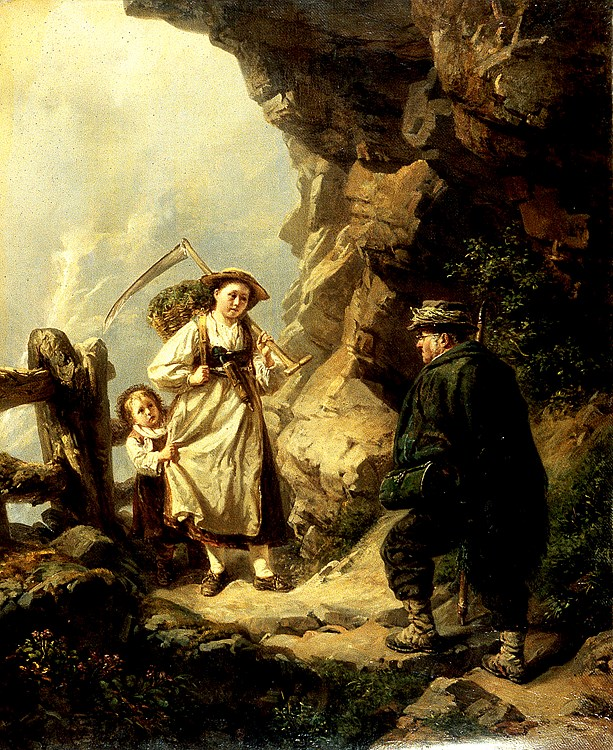
Ботаник в горах, 1872
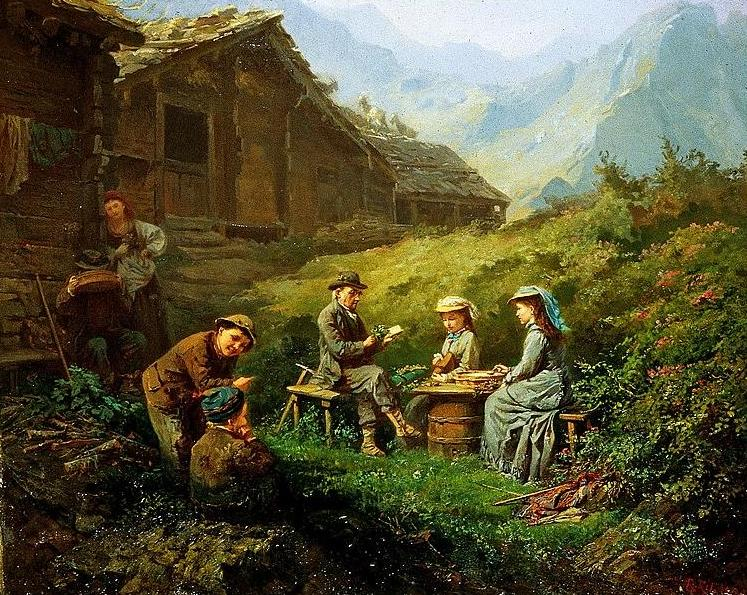
Туристы в Альпах, 1880
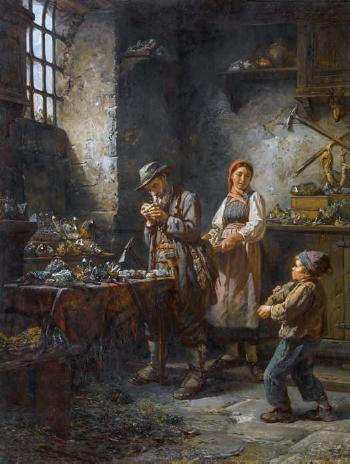
Минералог, 1883
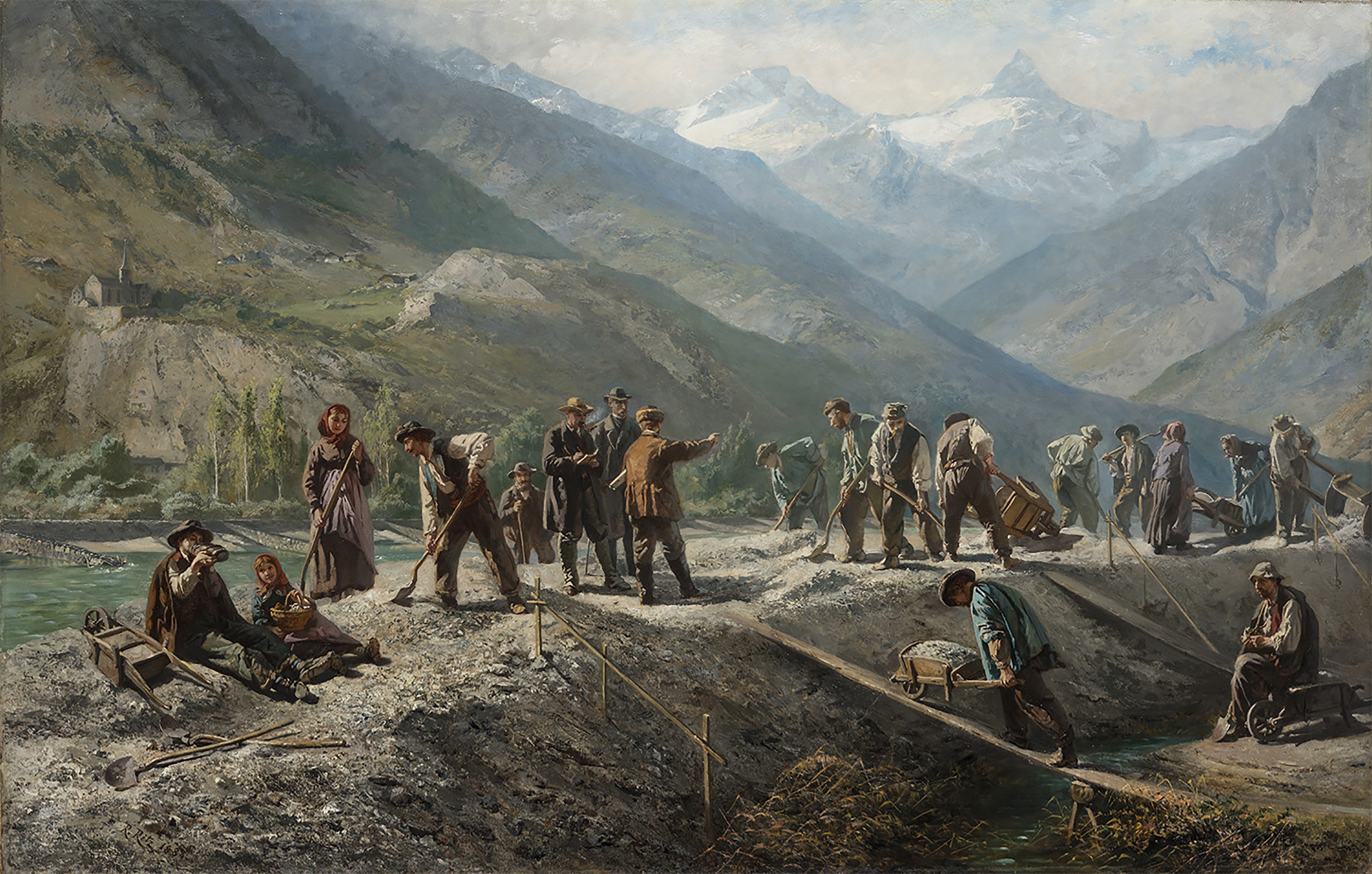
Исправление Роны, 1888